# Saint-Martin Championships Saint-Barthelemy Championships

## Squadre 2007/08

### Saint Barthelemy
- ASPSB
- Amical FC
- Young Stars
- ASCCO
- FC Carcajou
- FC Diables Rouges

## Albo d'oro
| Stagione  | Campione                                       |
| --------- | ---------------------------------------------- |
| 1970/71   | Junior Stars                                   |
| 1971/72   | Junior Stars                                   |
| 1972/73   | Junior Stars                                   |
| 1973/74   | Saint-Louis Stars                              |
| 1974/75   | Saint-Louis Stars                              |
| 1975/76   | Saint-Louis Stars                              |
| 1976/77   | Saint-Louis Stars                              |
| 1977/78   | Saint-Louis Stars                              |
| 1978/79   | Saint-Louis Stars                              |
| 1979/80   | Junior Stars                                   |
| 1980/81   | Junior Stars                                   |
| 1981/82   | Saint-Louis Stars                              |
| 1982/83   | Saint-Louis Stars                              |
| 1983/84   | Saint-Louis Stars                              |
| 1984/85   | Saint-Louis Stars                              |
| 1985/86   | Junior Stars                                   |
| 1986/87   | Saint-Louis Stars                              |
| 1987/88   | Saint-Louis Stars                              |
| 1988/89   | Saint-Louis Stars                              |
| 1989/90   | Junior Stars                                   |
| 1990/91   | Junior Stars                                   |
| 1991/92   | Saint-Louis Stars                              |
| 1992/93   | Saint-Louis Stars                              |
| 1993/94   | Saint-Louis Stars                              |
| 1994/95   | Saint-Louis Stars                              |
| 1995/96   | Saint-Louis Stars                              |
| 1997/98   | Jah Rebels                                     |
| 1998/99   | Jah Rebels                                     |
| 1999/00   | Junior Stars                                   |
| 2000/01   | Saint-Louis Stars                              |
| 2001/02   | Orleans Attackers                              |
| 2002/03   | Junior Stars                                   |
| 2003/04   | Juventus de Saint-Martin                       |
| 2004/05   | Orleans Attackers                              |
| 2005/06   | Orleans Attackers                              |
| 2006/07   | Orleans Attackers                              |
| 2007/08   | Orleans Attackers                              |
| 2008/09   | Saint-Louis Stars                              |
| 2009/10   | Orleans Attackers                              |
| 2010/11   | Junior Stars                                   |
| 2011/12   | Concordia                                      |
| 2012/13   | Orleans Attackers                              |
| 2013/14   | Junior Stars                                   |
| 2015      | Orleans Attackers                              |
| 2016      | Concordia                                      |
| 2017      | Marigot                                        |
| 2017-2018 | non disputato a causa dei cicloni Irma e Maria |
| 2018-2019 | Junior Stars                                   |
| 2019-2020 | non disputato a causa COVID-19                 |
| 2020-2021 | Junior Stars                                   |
| 2021-2022 | Junior Stars                                   |
| 2022-2023 | Junior Stars                                   |
| 2023-2024 | Junior Stars                                   |

## Titoli per squadra
| Club                  | Titoli |
| --------------------- | ------ |
| Saint-Louis Stars     | 20     |
| Junior Stars          | 17     |
| Orleans Attackers     | 8      |
| Jah Rebels            | 2      |
| Juventus Saint-Martin | 1      |
| FC Concordia          | 1      |
| Marigot               | 1      |